# John C. Calhoun

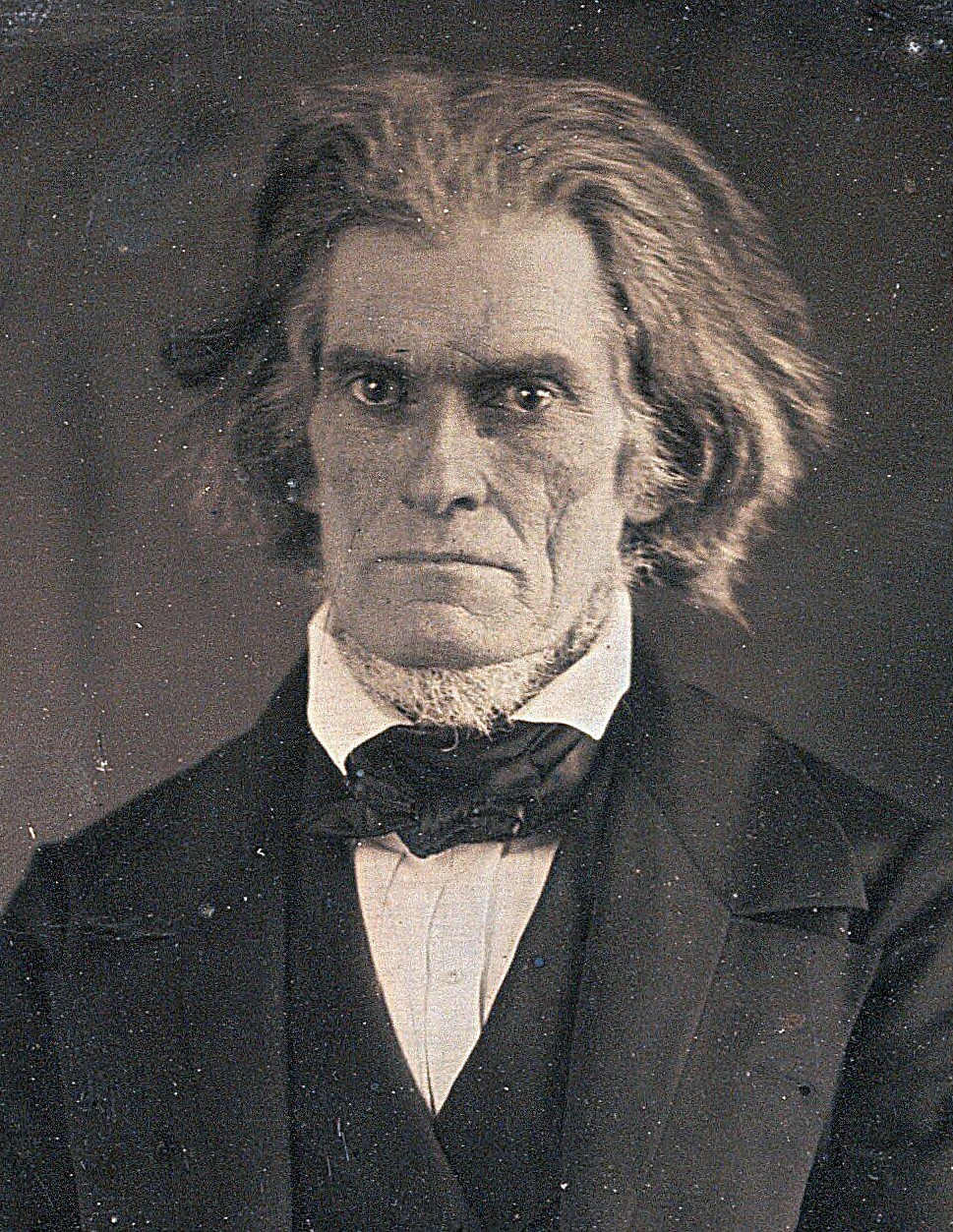
John C. Calhoun 1849

John Caldwell Calhoun (* 18. März 1782 in Calhoun Mills bei Abbeville, Abbeville County, South Carolina; † 31. März 1850 in Washington, D.C.) war ein US-amerikanischer Politiker. Er war von 1825 bis 1832 der siebte Vizepräsident der Vereinigten Staaten unter den Präsidenten John Quincy Adams und Andrew Jackson, langjähriger US-Senator sowie Außenminister im Kabinett von Präsident John Tyler. Calhoun war einer der stärksten Befürworter der Sklaverei in den Vereinigten Staaten. Er gehörte während seiner Karriere mehreren Parteien an: zunächst als Senator der Demokratisch-Republikanischen Partei, in seiner Amtszeit als Vize unter Adams gehörte er zu den Jacksonians, bis er 1828 als Vizepräsident unter Jackson die Nullifier Partei gründete. Nach dem Zusammenbruch derselben wechselte er wieder zur Demokratischen Partei.

## Leben

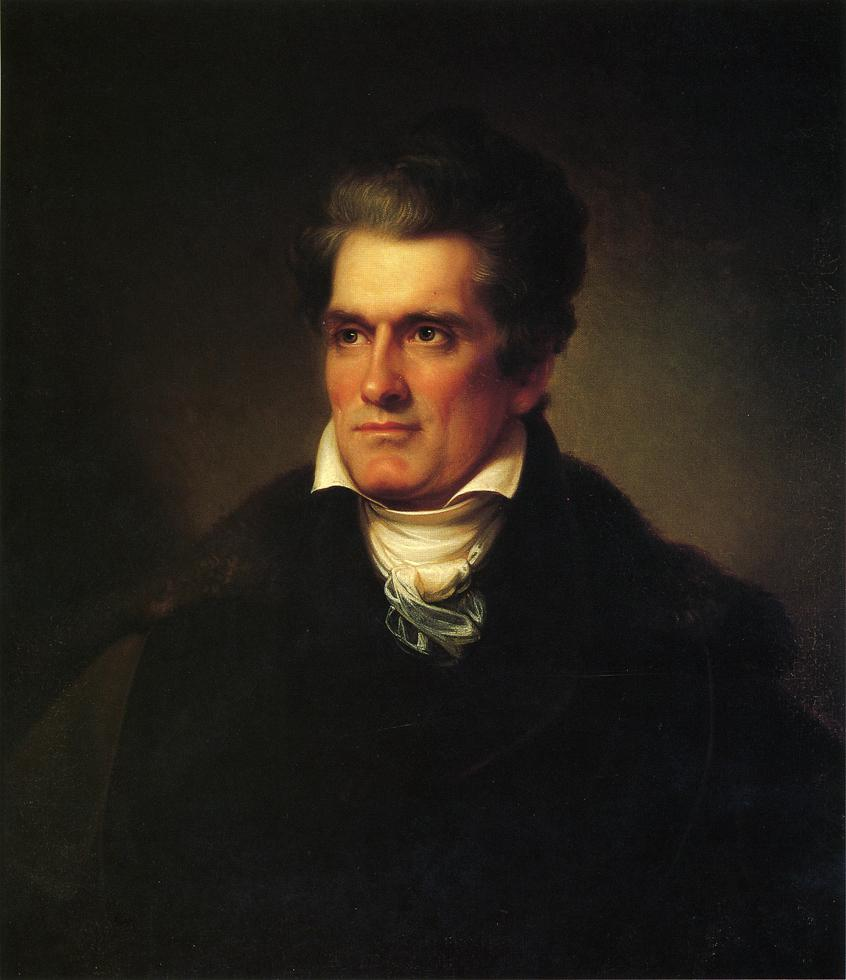
Bildnis Calhouns von 1834

Calhoun war der Sohn des Sklavenhalters Patrick Calhoun und seiner Frau Martha. Der irische Einwanderer führte als erster Sklaven in den Piedmont von South Carolina ein, wo er in Long Canes eine Plantage mit schließlich 30 Sklaven betrieb.
John C. Calhoun wurde zunächst durch den Pastor Moses Waddel, dem Mann seiner Schwester Catherine, in Appling in Georgia unterrichtet. Calhoun absolvierte – mit Unterbrechungen – ein Studium der Rechtswissenschaften in Yale und graduierte 1804. Nach der Zulassung als Rechtsanwalt im Jahr 1807 begann er, neben seiner Tätigkeit auf der Plantage der Familie in Abbeville zu praktizieren. 1811 heiratete er Floride Bonneau Calhoun, die Tochter seines Cousins John E. Colhoun, mit der er zehn Kinder hatte. Er war Eigentümer der Fort Hill Plantage, das Herrenhaus ist auf dem Gelände der Clemson University erhalten.

### Karriere als Politiker
In den Jahren 1808 und 1809 gehörte er als Abgeordneter dem Repräsentantenhaus von South Carolina an. Vom 4. März 1811 bis zum 3. November 1817 vertrat er für die Demokratisch-Republikanische Partei und als Nachfolger seines Cousins Joseph Calhoun den sechsten Kongresswahlbezirk seines Heimatstaates South Carolina im Repräsentantenhaus der Vereinigten Staaten. Vom 8. Oktober 1817 bis zum 4. März 1825 war er als Nachfolger von William Harris Crawford zum Kriegsminister im Kabinett von US-Präsident James Monroe bestellt worden. Er gilt als einer der einflussreichsten Leiter dieses Ressorts im 19. Jahrhundert. Anschließend war er bis zum 28. Dezember 1832 Vizepräsident in den Regierungen der rivalisierenden Präsidenten John Quincy Adams und Andrew Jackson.
Nachdem er zum Senator gewählt worden war, trat der zu den Demokraten gehörende Politiker am 28. Dezember 1832 im Zuge der Nullifikationskrise von seinem Amt zurück. Dies war der erste von nur zwei Vizepräsidenten-Rücktritten in der Geschichte der USA (der zweite war der von Spiro Agnew im Jahr 1973, der wegen Bestechungsvorwürfen sein Amt niederlegte).
Bedeutung erlangte er weniger als Vizepräsident denn als Wortführer im Senat, wobei er politisch den weiten Weg vom Nationalisten und Einpeitscher des Krieges von 1812 zum Wortführer der Südstaaten und ihrer Sezessionsbestrebungen zurücklegte. Im Interesse der Südstaaten formulierte er die Nullifikationsdoktrin, die besagte, dass Einzelstaaten das Recht hätten, solche Bundesgesetze, die ihnen schädlich seien, nicht umzusetzen. In der Krise von 1832, bei der es um ein umstrittenes Zollgesetz ging, wurden sogar Bundestruppen in South Carolina eingesetzt, als es erstmals mit Sezession gedroht hatte. In dieser Krise handelte Calhoun als Wortführer der südstaatlichen Pflanzeraristokratie und bei der Sezession von 1861 berief man sich nicht zuletzt auf ihn.
Calhoun vertrat seinen Bundesstaat als Nachfolger von Robert Young Hayne bis zum 3. März 1843 und dann erneut vom 26. November 1845 bis zu seinem Tod am 31. März 1850 im Senat. Während der Jahre 1845 und 1846 war er dort Vorsitzender im Ausschuss für Finanzen (Senate Committee on Finance). Vom 1. April 1844 bis zum 10. März 1845 gehörte er als Außenminister dem Kabinett von Präsident John Tyler an.
John C. Calhoun starb am 31. März 1850 im Alter von 68 Jahren an Tuberkulose und wurde auf dem St. Philip’s Churchyard in Charleston beigesetzt.

### Fürsprecher der Sklaverei
Calhoun führte in den 1830er und 1840er Jahren im Senat die Pro-Sklaverei-Fraktion an. Er wehrte sich zum Beispiel gegen die Wilmot Proviso. Er war einer der stärksten Befürworter der Fugitive Slave Law von 1850.
Geprägt worden war John von seinem Vater Patrick Calhoun, einem wohlhabenden Sklavenhalter. Calhoun war davon überzeugt, dass es die Sklaverei war, die den American Dream ermögliche. Er besaß mehr als 1000 Acre Land (etwa 405 ha) und 70–80 Sklaven. Seinen Hausdiener Aleck wollte er nach einem Fluchtversuch auspeitschen lassen. Seiner paternalistischen Einstellung folgend, überwachte er unter anderem den Bau der Sklavenhütten auf seiner Plantage selbst und gab seinem Schwiegersohn Ratschläge zu diesem Thema.
Während andere Südstaatenpolitiker die Sklaverei als notwendiges Übel erachteten, sah er sie als ein positives Gut an, wie er in seiner Senatsrede von 1837 deutlich machte. Sklaverei basiere auf der körperlichen und geistigen Überlegenheit des Weißen gegenüber dem Schwarzen. Außerdem habe nie eine Gesellschaft existiert, in der Menschen nicht ausgebeutet worden seien. Sklaven gehe es außerdem teilweise besser als den Lohnsklaven im Norden. In der Verteidigung der Sklaverei zitierte Calhoun die Bibel und die Texte von Autoren des klassischen Altertums.

## Gedenken
In den 1960er Jahren benannte die United States Navy das U-Boot USS John C. Calhoun nach ihm. Mehrere Städte – Calhoun (Georgia) – und Countys sind nach ihm benannt: Calhoun County (Alabama), Calhoun County (Arkansas), Calhoun County (Florida), Calhoun County (Georgia), Calhoun County (Illinois), Calhoun County (Iowa), Calhoun County (Michigan), Calhoun County (Mississippi), Calhoun County (South Carolina), Calhoun County (Texas) und Calhoun County (West Virginia).
Die Universität Clemson benannte 1981 das 1962 gegründete Calhoun Honours College nach Calhoun, auf dessen ehemaliger Plantage Fort Hill die Universität liegt. Mehrere Anträge, das Kolleg umzubenennen, blieben erfolglos. Im Juni 2020 veröffentlichten Studenten eine Online-Petition, die mehr als 20.000 Unterschriften bekam. Auch ehemalige Sportler der Universität wie DeAndre Hopkins und Deshaun Watson unterstützten sie. Daraufhin wurde das Kolleg in Clemson University Honors College umbenannt.

## Weiteres
Im Spielfilm Amistad (1997) wird er von Arliss Howard dargestellt.

## Schriften
- The papers of John C. Calhoun. 28 Bände. University of South Carolina Press, Columbia SC 1959–2003.
- Union and Liberty. The Political Philosophy of John C. Calhoun. Edited by Ross M. Lence. Liberty Fund, Indianapolis IN 1992, ISBN 0-86597-102-1.